# Nahalal

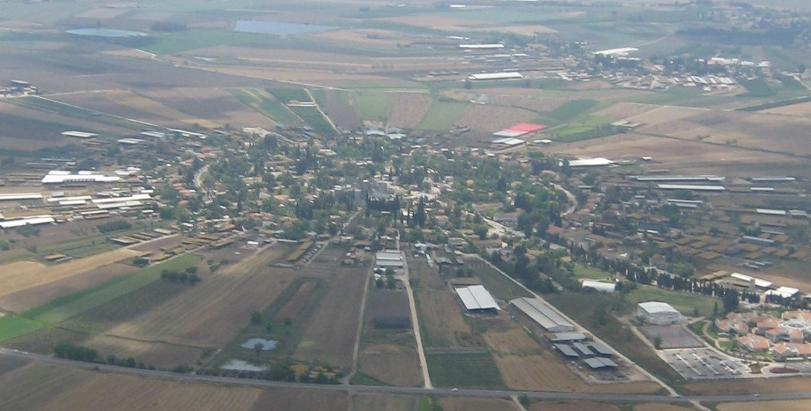
Nahalal, veduta aerea

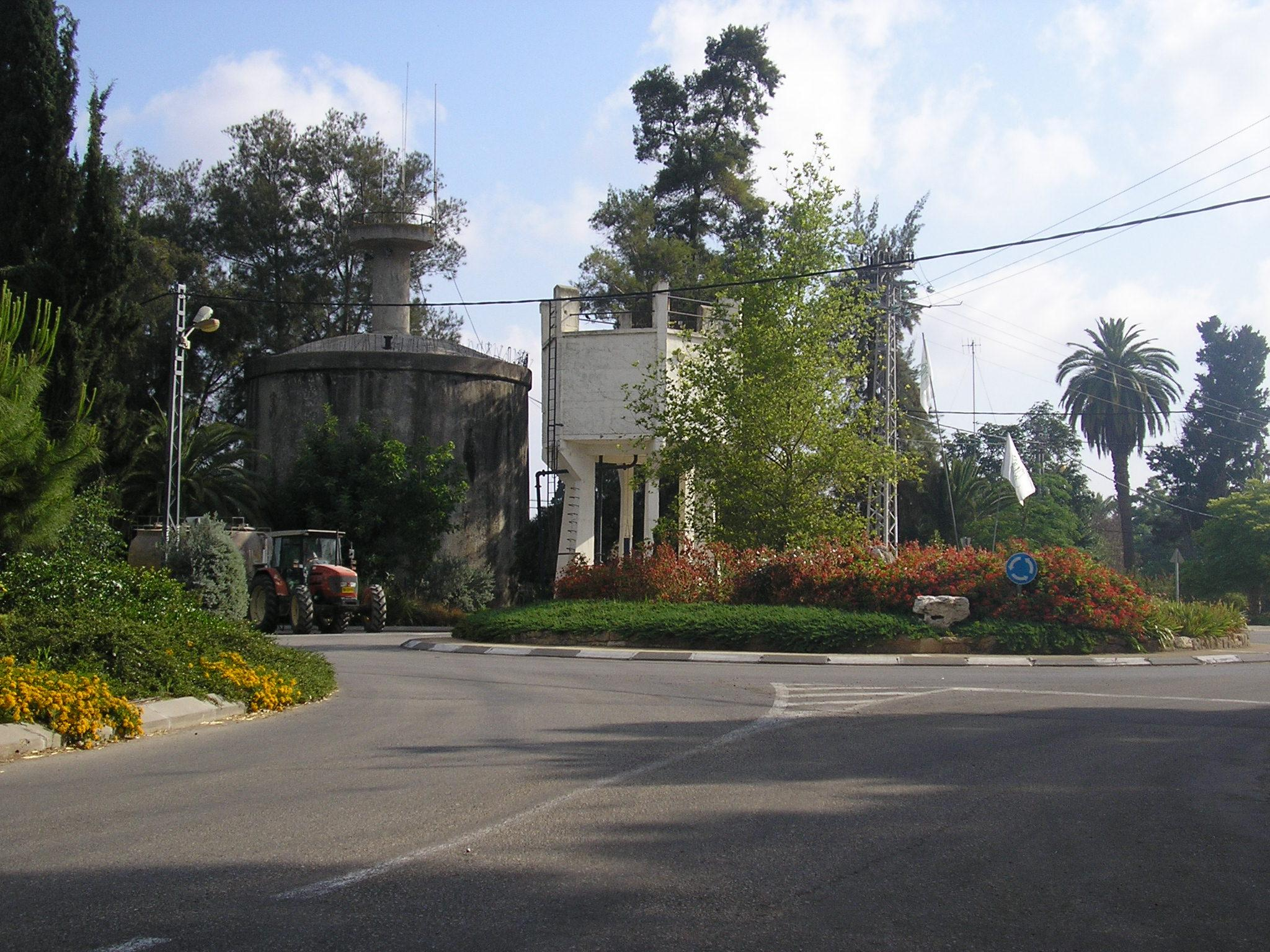
La piazza principale di Nahalal nel 2005

Nahalal (in ebraico נהלל) è un moshav in Israele settentrionale. Si estende per 8.500 dunum ed è compreso nella giurisdizione del Consiglio Regionale della valle di Jezreel. Nel 2006 aveva una popolazione di 913 persone.
Fondato nel 1921, fu il primo moshav ovdim.